# Мадагаскарска съскаща хлебарка
Мадагаскарските съскащи хлебарки (Gromphadorhina portentosa) са вид насекоми от семейство Гигантски хлебарки (Blaberidae).
Ендемит са за Мадагаскар. 

## Подвидове
- Gromphadorhina portentosa laevigata